# Kościół Chrystusa w Jerozolimie
Kościół Chrystusa w Jerozolimie (ang.: Christ Church in Jerusalem, hebr.: כנסיית המשיח, arab.: كنيسة المسيح) to kościół anglikańskiej episkopalnej diecezji jerozolimskiej na Starym Mieście, niedaleko Cytadeli Dawida. Był pierwszym kościołem anglikańskim i protestanckim zbudowanym na Bliskim Wschodzie. Był to również pierwszy kościół w Jerozolimie w czasach współczesnych, który używał dzwonów (zakazanych wcześniej przez władze muzułmańskie), aby przywoływać wiernych.  

## Opis
Kościół zbudowano w stylu neogotyckim i celowo upodobniono do synagogi, unikając typowo chrześcijańskich elementów zdobniczych. Wnętrze ozdabiają abstrakcyjne witraże, brak krzyża oraz przedstawień postaci ludzkich i typowego ołtarza. Jest za to menora, hebrajskie napisy i żydowskie symbole, a centralne miejsce zajmuje Biblia.

## Historia
Dzieje tego kościoła, chociaż niedawne, uznawane są za najbardziej niezwykłe w Jerozolimie. Idea zbudowania tego kościoła powstała dzięki XIX-wiecznej inicjatywie angielskiej, aby konwertować żydów na chrześcijaństwo. Z tego względu początkowo był znany jako "żydowski kościół" i dlatego kształtem i wyposażeniem wnętrza upodobnił się do synagogi. Inicjatorem budowy było Londyńskie Towarzystwo Promowania Chrześcijaństwa wśród Żydów (London Society for Promoting Christianity Amongst the Jews (LSPCAJ), założone w 1809, obecna nazwa Służba Kościoła wśród Żydów (The Church’s Ministry among the Jews (CMJ)), które propagowało utopijną ideę, żeby naród żydowski powrócił do Palestyny, aby tam uwierzyć w Chrystusa i w ten sposób przyspieszyć nadejście paruzji.
Te idee, chociaż nieracjonalne, cieszyły się wówczas szerokim poparciem społecznym i były jedną z ważnych przyczyn powstania Deklaracji Balfoura z 1917, w której Wielka Brytania zobowiązała się popierać te cele. 
W 1833 LSPCAJ założyło placówkę w Jerozolimie i zaczęło akcję misyjną wśród miejscowych żydów przez założenie szkoły rzemieślniczej, klinik i pierwszego nowoczesnego szpitala w mieście. Celom tym miało sprzyjać powołane w 1841 wspólne anglikańsko-luterańskie biskupstwo angielsko-pruskie powołane w 1841 r. Pierwszym jego biskupem został były żydowski rabin, Michael Solomon Alexander. Jednak śmierć bpa Alexandra w 1845, nieustające spory teologiczne oraz rosnąca wrogość między Prusami i Wielką Brytanią spowodowały likwidację międzywyznaniowego biskupstwa w 1887. Odtąd Brytyjczycy samodzielnie promowali idee LSPCAJ, wznosząc w 1898 nową katedrę anglikańską św. Jerzego jako siedzibę biskupa.
Jednak w latach 1840. Imperium Osmańskie zakazywało budowy nowych kościołów. Tak więc Kościół Chrystusa został konsekrowany 21 stycznia 1849 jako rzekomo prywatna kaplica brytyjskiego konsula, którego siedziba istniała obok. Do budowy kościoła zostali sprowadzeni kamieniarze z Malty, którzy potem przyczynili się do rozwoju nowoczesnego budownictwa w Jerozolimie. Muzułmańscy Turcy nie pozwalali chrześcijanom używać dzwonów do wzywania wiernych, więc Kościół Chrystusa został zbudowany bez dzwonnicy. Dopiero po wojnie krymskiej (1853-56) Brytyjczycy poczuli się na tyle pewnie, że dobudowali niewielką dzwonnicę i po raz pierwszy od stuleci zaczęli w Jerozolimie bić w dzwony kościelne.
Kościół Chrystusa kontynuuje tradycje, celebrując żydowskie i chrześcijańskie święta i używając języka hebrajskiego w  swojej liturgii. Przy kościele działa zbór Żydów mesjanistycznych (nabożeństwa w sobotę) oraz wspólnota arabskojęzyczna. Kościół prowadzi również dom noclegowy dla pielgrzymów.

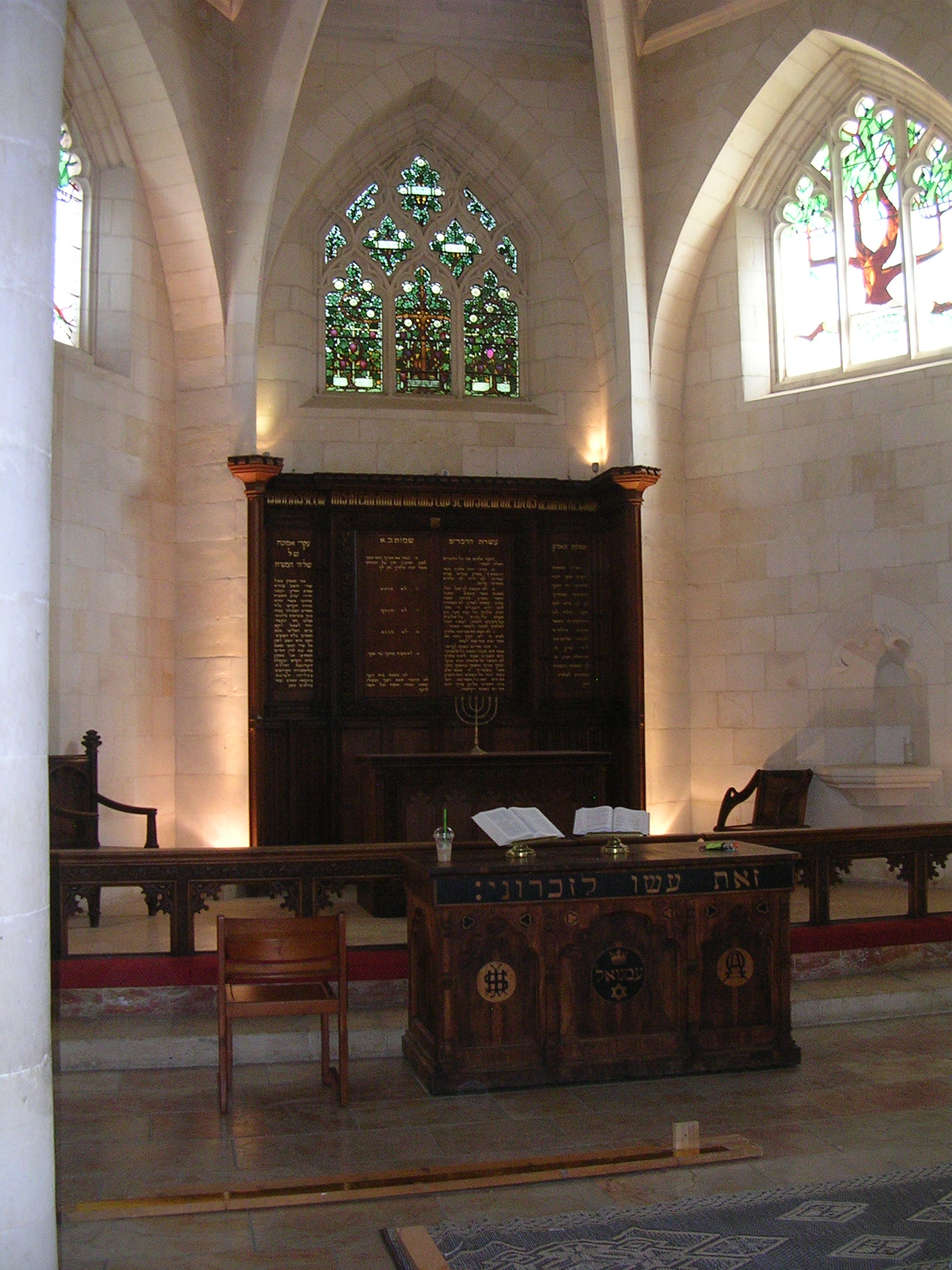
Wnętrze kościoła
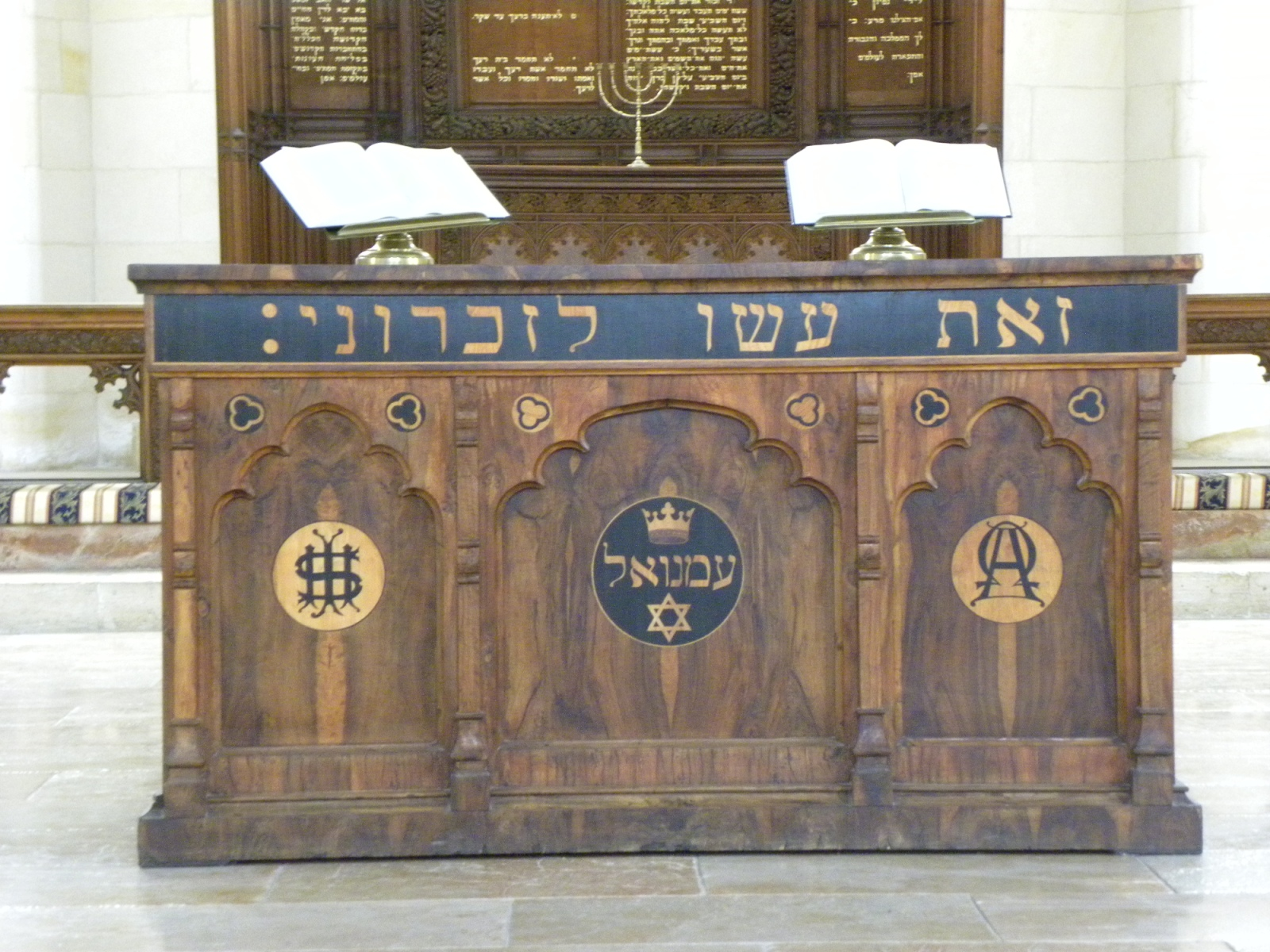
Stół ołtarzowy w kościele
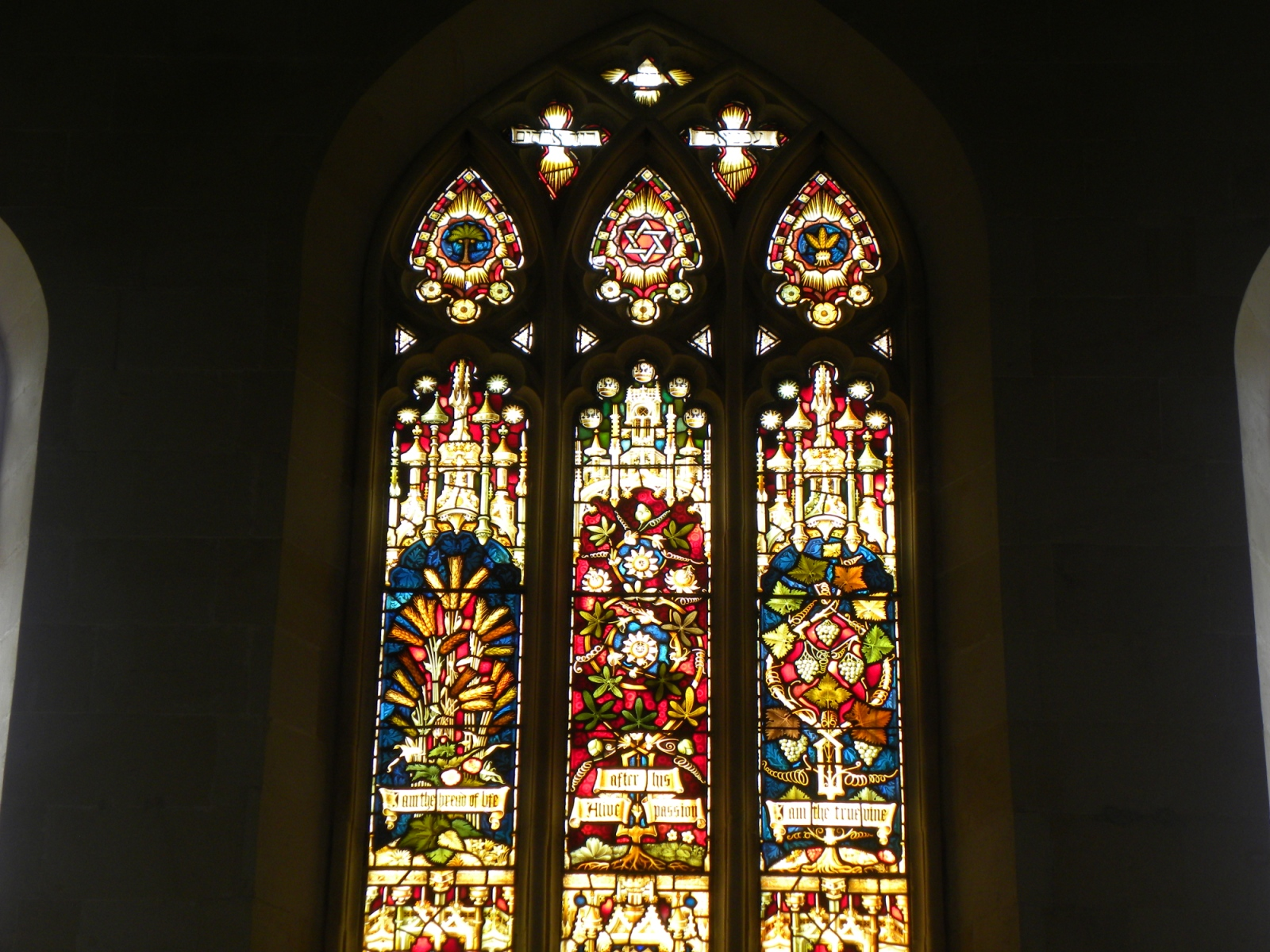
Okno witrażowe
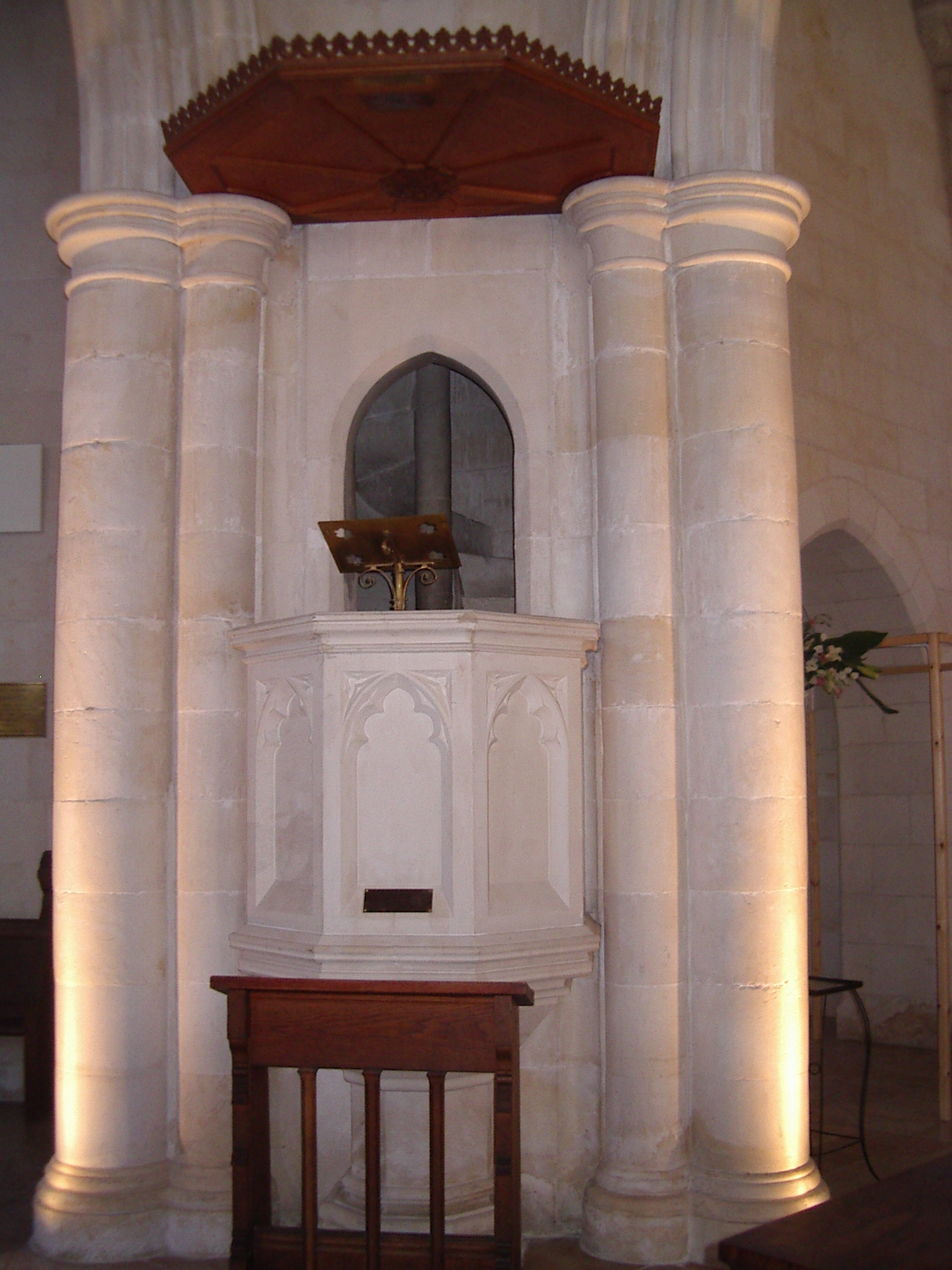
Kazalnica w kościele